# Quentalia roseilinea
Quentalia roseilinea är en fjärilsart som beskrevs av William Schaus 1906. Quentalia roseilinea ingår i släktet Quentalia och familjen silkesspinnare. Inga underarter finns listade.